# Louis De Vos
Louis De Vos (* 26. März 1929 in Hoboken; † 1. Mai 1964 in Montreal) war ein belgisch-kanadischer Radsportler.
In den 1940er Jahren war Louis De Vos ein erfolgreicher Amateurradsportler in seinem Heimatland Belgien. So gewann er 1947 eine Etappe der Belgien-Rundfahrt für Amateure.
Ende der 1950er Jahre wanderte De Vos nach Kanada aus und begann dort nach zehnjähriger Pause wieder mit dem Radsport. 1963 wurde er von der Union Cycliste Nationale als bester Radsportler der Provinz Québec ausgezeichnet.
Am 29. April 1964 stürzte Louis De Vos während seiner Teilnahme am Sechstagerennen von Montreal nach dem Zusammenprall mit einem anderen Fahrer. Er erlitt einen Schädelbruch und fiel sofort ins Koma. Zwei Tage später starb er im Krankenhaus, ohne das Bewusstsein wiedererlangt zu haben.